# Nystalea rhetesa
Nystalea rhetesa är en fjärilsart som beskrevs av William Schaus 1937. Nystalea rhetesa ingår i släktet Nystalea och familjen tandspinnare. Inga underarter finns listade i Catalogue of Life.